# Roberta Gambarini
Roberta Gambarini (Torino, 30 novembre 1964) è una cantante italiana, di jazz, residente negli Stati Uniti.

## Biografia
Si trasferì negli Stati Uniti nel 1998. Nello stesso anno fu semi-finalista in un concorso canoro del Thelonious Monk Institute of Jazz, classificandosi al terzo posto.
Gambarini ha cantato con artisti come Herbie Hancock, Christian McBride e Toots Thielemans svolgendo tournée mondiali.
Nel 2004 ha cominciato l'attività di tour con la Dizzy Gillespie All Star Big Band esibendosi con James Moody, Frank Wess, Jimmy Heath, Paquito D'Rivera, Roy Hargrove ed altri.
Nel 2006 e 2007 è stata in tour con un suo trio e con il Hank Jones trio con due esibizioni, nel giugno 2007, al Puerto Rico Heineken Jazz Fest con James Moody e  Roy Hargrove.
All'inizio del 2008 Gambarini ha inciso il CD You Are There in collaborazione con Hank Jones al piano. Del 2009 è il secondo CD So in Love.
In Italia ha partecipato a due edizioni del Pozzuoli Jazz Festival (2013 e 2014).

## Discografia
- Apreslude con Antonio Scarano (Splasc, 1991)
- Easy to Love (Groovin' High, 2006)
- Lush Life (55 Records, 2006)
- You Are There (EmArcy, 2007)
- So in Love (Grooving High, 2009)
- The Shadow of Your Smile (Groovin High, 2013)

Partecipazioni
- Jazzt in Time, Guido Manusardi Quartet (Splasc, 1989)
- Sixteen Men and a Chick Singer Swingin, Pratt Brothers Big Band (CAP, 2004)
- Dizzy's Business, Dizzy Gillespie All-Star Band (MCG Jazz, 2006)
- Under Italian Skies, Andrea Donati (Kind of Blue, 2009)
- I'm BeBoppin' Too, Dizzy Gillespie All-Star Band (Half Note, 2009)
- Emergence, Roy Hargrove (EmArcy, 2009)
- Swing '85, Paul Kuhn (In+Out, 2013)
- No Eyes, Emanuele Cisi (Warner Music, 2018)